# جائزة إيطاليا الكبرى 1983
جائزة إيطاليا الكبرى 1983 هو سباق فورمولا 1 أقيم بتاريخ 11 سبتمبر 1983 في حلبة مونزا. كان الثالث عشر من أصل 15 في بطولة العالم لسباقات الفورمولا واحد موسم 1983. حلّ البرازيلي نيلسون بيكيه أولا بينما جاء الفرنسي رينيه أرنو في المركز الثاني وحصل على المركز الثالث الأمريكي إدي شيفر.